# El Sombrero
El Sombrero é uma cidade venezuelana, capital do município de Julián Mellado.